# Steven Sotloff
Steven Joel Sotloff, né le 11 mai 1983, est un journaliste américano-israélien. Il est enlevé à Alep en 2013 puis détenu par l'État islamique jusqu'au mois de septembre 2014. Il est décapité par Mohammed Emwaz, surnommé « Jihadi John » et la vidéo de son exécution est diffusée le 2 septembre 2014. Il est le deuxième otage assassiné en représailles à l'intervention militaire de la coalition internationale en Irak et en Syrie.

## Biographie
Steven Joel Sotloff est le fils d'Arthur Barry Sotloff et de Shirley Goldie Pulwer. Il a passé sa jeunesse à Pinecrest une banlieue sud-ouest de Miami en Floride. Il a fait des études de journalisme à l'université du centre de la Floride. Il était détenteur de la double nationalité américaine et israélienne et était juif petit-fils de survivants de la Shoah.

## Carrière
Sotloff travaille pour le magazine Time, ainsi que pour d'autres medias tels que The National Interest, Media Line, et Foreign Policy. Il est également apparu sur CNN et Fox News. Son travail l'a emmené à plusieurs reprises en Syrie, en Égypte, en Turquie, en Libye et au Bahreïn.

### Détention et assassinat
Sotloff est enlevé le 4 août 2013 près d'Alep après avoir passé la frontière syrienne venant de Turquie. Il était détenu à Raqqa.
À la suite de l'annonce de son enlèvement, plus de 150 amis et relations de Steven Sotloff ont entrepris de supprimer du web toutes mentions ou informations, y compris ses posts sur Twitter et Facebook, attestant de ses liens avec Israël et le judaïsme. Selon le témoignage d'un ancien co-détenu, « il a réussi à cacher avec succès à ses geôliers qu'il était juif, s'arrangeant pour jeuner le jour de Kippour en prétendant être malade afin de justifier son refus de manger. Il priait aussi secrètement dans la direction de Jérusalem s'orientant en fonction de l'angle de prière des musulmans qui le gardaient ».
Le 19 août 2014 l'État islamique diffuse une vidéo intitulée A Message to America (Un message adressé à l'Amérique) montrant l'assassinat du journaliste James Foley. À la fin de la vidéo, l'État islamique menace le président Barack Obama, lui disant que « son prochain geste décidera du sort de Sotloff »,.
Dans les jours suivant la menace, les États-Unis intensifient les frappes aériennes contre l'État islamique, tirant 14 missiles visant différents Humvees de l'EI près du barrage de Mossoul.
Le 2 septembre 2014, une vidéo montrant son assassinat par décapitation est publiée par l'État Islamique. Cette même vidéo présente un autre otage, le Britannique David Cawthorne Haines, annoncé comme la prochaine cible et effectivement assassiné de la même manière, selon une revendication en date du 13 septembre 2014.
Dénonçant « un acte de violence horrible », le président Barack Obama a affirmé que les États-Unis ne se laisseraient pas « intimider » par l'État islamique.